# Stazione di Janzūr
La stazione di Janzūr è una stazione ferroviaria in disuso posta sulla ferrovia Tripoli-Zuara. Serviva il centro abitato di Janzūr.

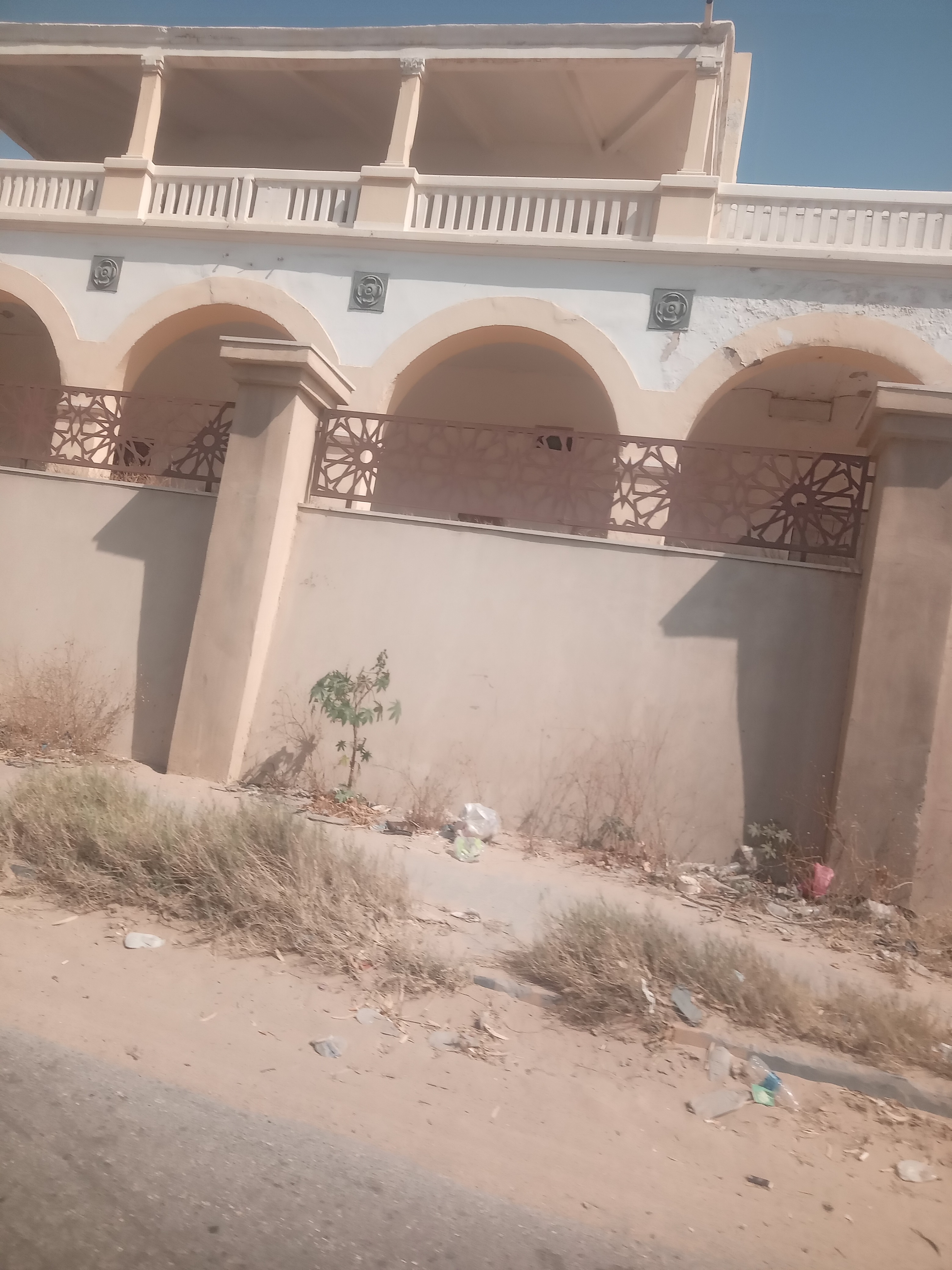
stazione di Janzūr 2025